# Ivanivs'ke (Oblast' di Donec'k)
Ivanivs'ke (in ucraino Іванівське?; fino al 2016 Krasne, in ucraino Кра́сне?), è un centro abitato dell'Ucraina situato nel distretto di Bachmut, nell'oblast' di Donec'k.

## Storia
Il centro abitato nacque inizialmente come dacia all'inizio del XVIII secolo per opera del protopapa di Bachmut Ivan Lukjanov. Con i proventi della fattoria nel 1731-1732 venne costruita la Chiesa dell'Intercessione a Bachmut. Dopo la liquidazione dell'appezzamento cosacco Kalmius Palanka nel 1776, la fattoria venne ceduta al tenente colonnello Ivan Šabel's'ky, il quale fondò l'insediamento di Ivanivs'ke. Secondo un censimento del 1859, al momento il villaggio era costituito da 87 fattorie e abitato da 667 persone. Nel 1908 era arrivato a contare 1 473 abitanti. Ha sofferto durante l'Holodomor, con un numero di vittime accertate pari a 52.
A partire dall'inizio di febbraio 2023 è stato oggetto di ripetuti assalti da parte dell'esercito russo nel suo tentativo di circondare Bachmut, nell'ambito dell'invasione russa dell'Ucraina del 2022.